# Stewball
Stewball (nebo také Skewball) je píseň o dostihovém koni. Patřila mezi takzvané „broadsheet“ balady, tj. písně šířené na jednostranně potištěných volných listech papíru zejména na Britských ostrovech a v Severní Americe od 16. do 19. století.

## Historie
V původním textu je oslavován dostihový kůň, jehož jméno bylo psáno jako „Squball“, „Sku-ball“ nebo „Stewball“. Jeho jméno naznačuje, že se jednalo o strakatého koně, který se anglicky nazývá „skewbald“. Tento kůň se narodil v roce 1741 a do svých jedenácti let byl považován za nejlepšího koně své doby. Závodil nejdříve v Anglii a později v Irsku. Jeho nejslavnějším závodem se stal dostih na pláních u irského Kildare, v němž porazil favorizovanou šedou klisnu, jejímž majitelem je neoblíbený Sir Ralph Gore. A právě o tomto vítězství vypráví píseň.

### Anglické verze
Nejstarší tištěná verze pochází z roku 1784. Píseň se stala velmi oblíbenou a brzy vzniklo několik verzí textu. Do roku 1828 se pod názvem Stewball rozšířila i do Ameriky, kde vznikly další verze. Stala populární zejména mezi černými otroky na jihu. Tuto verzi nahrál v roce 1940 Lead Belly a v roce 1950 také skupina The Weavers. Další odlišné verze nahrál Woody Guthrie, z nichž převzala takzvanou kovbojskou verzi upravenou jako waltz skupina The Greenbriar Boys a v roce 1961 ji vydala na albu New Folks. Tuto verzi záhy převzala a velmi zpopularizovala skupina Peter, Paul and Mary. Po nich následovali v roce 1964 Joan Baezová a Chad Mitchell Trio a v roce 1966 The Hollies.
Jako původní anglické verze (s původní melodií) můžeme považovat verze, které nahráli v roce 1971 Steeleye Span na albu Ten Man Mop or Mr. Reservoir Butler Rides Again s názvem Skewball a v roce 1976 Andy Irvine s názvem The Plains Of Kildare.

### Ostatní verze
Hugues Aufray nazpíval v roce 1966 francouzskou verzi s názvem Stewball s textem, který napsal s Pierrem Delanoë. Text vypráví tragickou vzpomínku chlapce na dostih, v němž zahynul bílý kůň, do kterého otec vložil všechno své jmění. Tuto verzi nazpíval v roce 2011 Alpha Blondy ve stylu reggae.
Francouzský text se stal také předlohou pro českou verzi. Píseň Milana Dvořáka s názvem Kdysi byl mojí láskou a s textem, který je v podstatě překladem francouzského, vyšla na albu Trampské perly 4 v podání Radky Smíškové.

### Happy Xmas (War Is Over)
Melodii použili v roce 1971 John Lennon a Yoko Ono pro píseň Happy Xmas (War Is Over).